# 专责委员会 (英国)

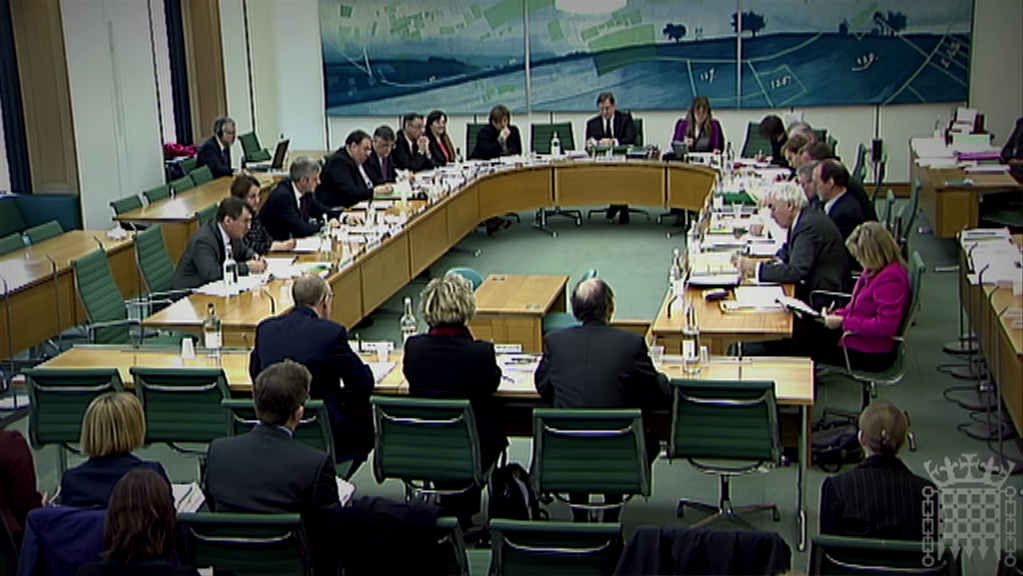
正在工作的专责委员会，位于保得利大厦

专责委员会（英語：Select committee）是英国政治的一部分，国会的专责委员会可以由下议院任命，像外交事务专责委员会；亦可由上议院任命，如授权和监管改革专责委员会；或者作为“联合委员会”由两院共同任命，如人权联合委员会。专责委员会可以是“会期委员会”（sessional committees），近似于常设委员会；也可以是“特设委员会”（ad-hoc committees），有具体的任务和期限，在任务完成或到期之后即予撤销，最近的例子为上议院公共服务和人口变化委员会。
下议院的专责委员会对监督政府部门和机构负总责，往往是与政府部门一对一、甚至多对一监督；而上议院专责委员会则审查一般性问题，例如宪法委员会审议宪法问题，或经济事务委员会审议经济问题。两院有各自的委员会审查欧盟指令草案：欧盟委员会在上议院，在下议院的欧洲审查委员会则会进行更详细的审查。
議會情報與安全委員會不是一个专责委员会，尽管它的成员来自上下两院。该委员会是唯一一个由首相提名、向首相而非国会负责的议员委员会。

## 历史
在英国，根据1976年成立的程序专责委员会的建议，1979年成立了部门专责委员会，该委员会于1978年报告。它建议任命一系列专责委员会，涵盖所有主要的国家部门，具有广泛的职权范围，并有权在委员会认为适当时任命专家顾问。它还建议委员会成员的选择应独立于党鞭，而由遴选委员会选择。十四个新委员会于1980年开始有效地工作。

## 下院专责委员会
（大多数）专责委员会的主席自2010年6月以来是由全院选举产生的：在此之前，委员会的委员由政党任命，主席仅由这些委员投票选举产生。
只有一小部分委员会（有时也是联合常设委员会）负责对单个条例草案进行详细分析。自2006-07年度会议以来，大多数法案提交至公共法案委员会，在此之前，则提交到常设委员会。
2005年7月，设立了行政专责委员会，替代了1991-2005年间为威斯敏斯特宫提供的服务的五个院务委员会。它处理各种问题，如餐饮服务、下议院图书馆、计算机和访客服务。

## 上院专责委员会
上议院有五个主要专责委员会：
- 欧盟委员会，下属还有六个小组委员会
- 宪法委员会
- 经济事务委员会（英语：Economic Affairs Committee (House of Lords)）
- 科技委员会（英语：Science and Technology Committee (House of Lords)）
- 通信委员会（英语：Communications Select Committee）

这些委员会在其职权范围内进行调查，不时发布报告。欧盟委员会还审查欧盟立法和其他欧盟提议，并进行调查。

## 非国会专责委员会
一些英国地方当局也有专责委员会制度，作为其监督和审查安排的一部分。

## 工作规则
《奥斯玛贾利规则》规定了公务员如何应对国会专责委员会的指导。